# Дневни распоред програма
Дневни распоред програма у најширем смислу означава поделу радио или  телевизијског програма на специфичне блоковима или термине у оквиру одређеног дана, а који се разликују с обзиром на карактер садржаја и циљану публику. На телевизији је најчешћа и најједноставнија подела на тзв. дневни програм који се емитује од јутра и вечери, намењен најширој публици и са "најлакшим" садржајем; те тзв. "ударни" телевизијски програм који се емитује током вечери и који има нешто "одраслији", али и атрактивнији садржај.
Осим та два основна термина, телевизијски програм се може састојати и од јутарњег програма са специфичним емисијама магазинског типа, касног термина са још "одраслијим" садржајем и тзв. гробног термина у касним ноћним/раним јутарњим сатима када понекад никаквог редовног програма нема. 